# Comportas de Berg
As Comportas de Berg ou Berga (em sueco: Bergs slussar) são um grupo de 11 comportas no Canal de Gota, localizadas entre os lagos Boren e Roxen, numa extensão de seis quilômetros, com um desnível de 40 metros, e permitindo uma subida de 28 metros. Foram feitas entre 1815 e 1820. São a maior atração turística do canal, havendo na sua área um porto de barcos recreativos, um albergue juvenil, um parque de campismo, um campo de golfe, cafés e restaurantes, e um monumento aos 60 000 soldados que construíram o canal. Milhares de pequenos barcos passam anualmente ali.

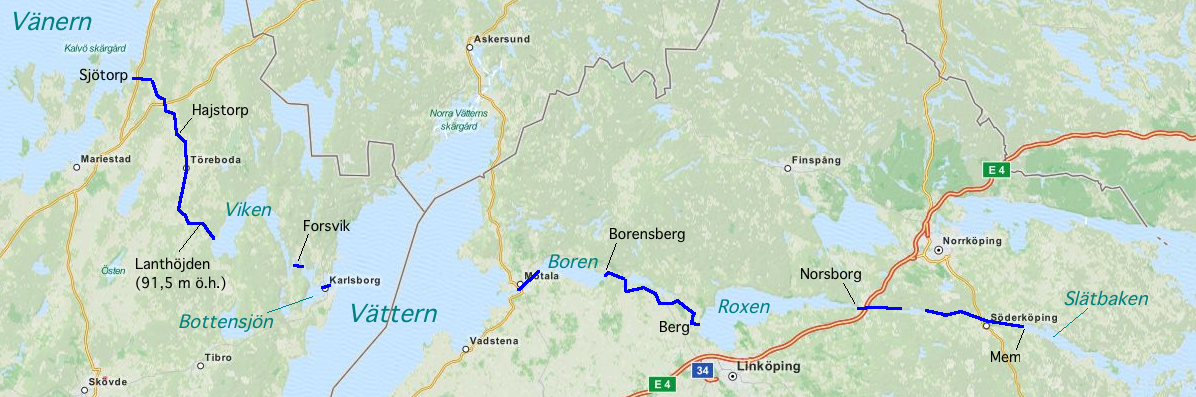
O Canal de Gota, assinalado com linha azul escura